# اندیس سیلیس گوشکی
سیلیس گوشکی یک اندیس غیرفلزی است که در حوالی شهر آلونی،خانمیرزا استان چهارمحال و بختیاری قرار دارد  و دیرینگی آن به دوران پرمین می‌رسد. 